# Place au Cinérama
Pour plus de détails, voir Fiche technique et Distribution.
Place au Cinérama (This Is Cinerama) est un documentaire américain sorti en 1952.
Destiné à promouvoir le tout nouveau procédé Cinérama projetant une image six fois plus importante qu'à l'habitude, il présente différents lieux du monde (dont l'Espagne et l'Autriche).

## Résumé
Le film commence en noir et blanc et au ratio standard de l'Académie, alors que l'écrivain de voyage et présentateur de nouvelles Lowell Thomas apparaît pour discuter de l'évolution du divertissement cinématographique, depuis les premières peintures rupestres conçues pour suggérer le mouvement jusqu'à l'introduction de la couleur et du son. À la fin de la conférence de 12 minutes, Thomas prononce les mots " This is Cinerama " et l'écran s'agrandit pour atteindre le format Cinerama 2,65:1 avec la couleur, alors que commence une série de vignettes, racontées par Thomas.
Le film comprend des scènes de point de vue sur les montagnes russes Atom Smasher au Playland de Rockaways, puis passe à une scène de danse du temple de la production d'Aïda de la compagnie d'opéra La Scala. On voit également des vues des Chutes du Niagara, un spectacle d'une chorale d'église, un spectacle des Petits Chanteurs de Vienne, des scènes avec des gondoliers de Venise, une parade militaire à Édimbourg, une corrida en Espagne et des scènes du parc d'attractions Cypress Gardens avec un spectacle élaboré de ski nautique. 
Le film se termine par une séquence présentant des scènes de hautes voltige des sites naturels de l'Ouest américain, filmées depuis le nez d'un B-25 volant à basse altitude, tandis que le Chœur du Tabernacle mormon chante America the Beautiful, Come, Come Ye Saints et le Battle Hymn of the Republic.

## Récompenses et nominations
- Oscars 1954 : 
  - Oscar d'honneur à Merian C. Cooper  pour sa contribution technique au monde du cinéma.
  - Nomination à l'Oscar de la meilleure musique de film